# 1-я кавалерийская дивизия (вермахт)
1-я кавалерийская дивизия (нем. 1. Kavallerie-Division) — соединение вермахта. Создана в октябре 1939 года на основе 1-й кавалерийской бригады. С 28 ноября 1941 была переформирована в 24-ю танковую дивизию.

## История дивизии
1-я кавалерийская бригада была создана 1 апреля 1936 года, после переименования 5-й конной бригады, в Инстербурге. Во время нападения Германии на Польшу в 1939 году бригада входила в состав 3-й армии, действовавшей на северном участке фронта. Оттуда двинулась на юг, в направлении Варшавы. С 13 сентября бригада действовала в районе Варшавы, прежде чем была снята с фронта 17 сентября.
Сразу после польской кампании бригада была передислоцирована в район города Дрездена и развернута в дивизию. 25 октября 1939 года была переименована в 1-ю кавалерийскую дивизию. С 10 мая 1940, после начала Французской кампании на западе, 1-я кавалерийская дивизия была в составе 18-й армии на немецко-голландской границе и двигалась в направлении Зёйдерзе. После капитуляции голландской армии 15 мая для дивизии закончилась борьба на этом участке фронта. 7 июня 1940 года дивизия была переподчинена 4-й армии в Амьене. Участвовала в создании плацдарма через Сомму. Во время дальнейшего наступления пересекла Сену к северу от Парижа и к концу кампании достигла Атлантического побережья около Ла-Рошели и Рошфора.
В марте 1941 года дивизия передислоцирована в Генерал-губернаторство и оставалась там до нападения Германии на Советский Союз. В июне 1941 года она была передана 2-й танковой группе в составе группы армий «Центр». Она прикрывала южный фланг 2-й танковой группы у Припяти. В августе приняла участие в окружении Киева. Позже участвовала в окружении советских войск под Брянском. 25 октября отозвана с передовой и вернулась в Восточную Пруссию. 28 ноября 1941 переформирована в 24-ю танковую дивизию.

## Состав дивизии
1-я кавалерийская дивизия стала преемницей 1-й кавалерийской бригады, чьи Восточно-Прусские 1-й кавалерийский (Инстербург) и 2-й кавалерийский (Ангербург) полки были созданы ещё в рейхсвере Веймарской республики. В 1935 году, после объявления Германией о формировании новых вооружённых сил — вермахта, на которые не должны распространяться ограничения, наложенные на рейхсвер, все кавалерийские подразделения были переданы в бронетанковые и моторизованные войска. Только вышеупомянутые полки осталась в составе 1-й кавалерийской бригады. В дальнейшем бригаде были приданы новые подразделения и она была развернута в кавалерийскую дивизию.
| 1-я кавалерийская бригада август 1939             | 1-я кавалерийская дивизия май 1940                                                                    |
| ------------------------------------------------- | --- |
| - 1-й кавалерийский полк - 2-й кавалерийский полк | - 1-й кавалерийский полк - 2-й кавалерийский полк - 21-й кавалерийский полк - 22-й кавалерийский полк |
| - 1-й конно-артиллерийский полк                   | - 1-й конно-артиллерийский полк                                                                       |
| - 1-й батальон самокатчиков                       | - 1-й батальон самокатчиков                                                                           |
|                                                   | - 40-й противотанковый батальон                                                                       |
| - 40-я сапёрная рота                              | - 40-й сапёрный батальон                                                                              |
|                                                   | - 86-й батальон связи                                                                                 |

## Командир дивизии
- генерал-майор Курт Фельдт

## Награды
| Имя                         | Награда                          | Дата            | Звание            | Подразделение                                             |
| Михаэль, Георг              | Рыцарский крест Железного креста | 19 января 1941  | Лейтенант резерва | Командир взвода 6-го эскадрона 22-го кавалерийского полка |
| Бракат, Отто                | Рыцарский крест Железного креста | 27 июля 1941    | Унтер-офицер      | Командир отделения 2-й роты 1-го батальона самокатчиков   |
| Эдельсхайм, Максимилиан фон | Рыцарский крест Железного креста | 30 июля 1941    | Подполковник      | командир 1-го батальона самокатчиков                      |
| Фельдт, Курт                | Рыцарский крест Железного креста | 23 августа 1941 | Генерал-майор     | командир 1-й кавалерийской дивизии                        |
| Ленгерке, Вильгельм фон     | Рыцарский крест Железного креста | 31 августа 1941 | Подполковник      | командир 1-го эскадрона 1-го кавалерийского полка         |